# سالباش (قره‌عیسی‌لی)
سالباش (به ترکی استانبولی: Salbaş) یک منطقهٔ مسکونی در ترکیه است که در کارایسالی واقع شده‌است.